# 右旗增二
天鷹座21，又名BD+02 3824，HD 179761、SAO 124408、HR 7287，是天鷹座的一颗恒星，视星等为5.15，位于銀經37.52，銀緯-3.9，其B1900.0坐标为赤經19h 8m 40.1s，赤緯+2° -3.9′ 25″。